# Pepelno
Pepélno je naselje ob severnem delu Celja.

## Prebivalstvo
Etnična sestava 1991:
- Slovenci: 113 (100 %)